# Träume von Flüssen und Meeren
Träume von Flüssen und Meeren ist Tim Parks vierzehnter Roman, der im englischen Original als Dreams of Rivers and Seas 2008 veröffentlicht wurde und 2009 in deutscher Übersetzung erschien. Wiederkehrende Themen in Parks Romanen sind brüchige Beziehungen zwischen Menschen. Träume von Flüssen und Meeren ist sein erster Roman, der außerhalb Europas in Indien spielt. Die Geschichte kreist um den an Krebs verstorbenen Anthropologen Albert James, der jeglicher Systematisierung und Kategorisierung misstraut. Die Figur hat Gregory Bateson zum Modell und beschäftigt sich mit kybernetischen Modellen, mit denen vorhergesagt werden soll, wie verschiedene Kulturen die Einflüsse westlicher Ideen aufnehmen und umwandeln.

## Inhalt
John, der in England an Forschungsprojekten in Biochemie arbeitet, erfährt vom Tod seines Vaters und nimmt den ersten Flug nach Neu-Delhi. Er trifft dort auf seine distanzierte Mutter Helen, eine Armenärztin, die ehrenamtlich arbeitet. Der aus Amerika angereister Journalist Paul Roberts will mit Interviews der Witwe eine Biographie über den unorthodoxen Wissenschaftler schreiben. Der Prozess des Schreibens wird zu einem Metaerlebnis, durch das sich die brüchige Biographie für den Leser allmählich erschließt. John kehrt nach London zurück und erhält von seinem Vater einen Brief, der kurz vor seinem Ableben versandt wurde. Darin schreibt er über drei wiederkehrende Träume von Flüssen und Meeren. Er reflektiert dabei das Leben an sich und blickt auf die Wissenschaftlerfamilie, aus der er stammte, zurück. Der Brief bricht mitten im Satz mit „eine Figur die ich dringend brauche“ ab. Alberts Kommunikation war oft codiert, was seinen Charme ausmachte. Aufgrund der bröckelnden Beziehung mit seiner Freundin Elaine und das Interesse mehr über das Ableben seines Vaters zu erfahren kehrt der Halbwaise nach Delhi zurück und beginnt sich mit den Umständen des Todesfalls sowie der Beziehung seiner Eltern zu beschäftigen. Seine Mutter Helen hatte eine Affäre mit einem Jüngeren, liebt ihren Mann jedoch noch immer. Albert wollte die Beziehung nicht beenden, da er nicht mehr lange zu leben hatte. Daher war der rasche Tod ein Freitod, bei dem seine Frau ihm mit einer Spritze assistierte. Am Ende des Buches umarmt Helen einen todkranken Jungen, verhilft ihm zum würdigen Sterben und nimmt sich an seiner Seite das Leben. John wird wieder ohne Antworten zurückgelassen und beginnt selbst eine Biographie über seinen Vater zu schreiben.

## Analyse
Der Roman ist in einer klaren, unverschnörkelten, distanzierten Sprache aus der Sicht des Sohns, der seinen Vater als einen gescheiterten Wissenschaftler wahrnimmt, der Mutter, die ihren Ehemann vergöttert, und des Biographen geschrieben. Aus den drei Perspektiven wird ein widersprüchliches Bild von Albert James rekonstruiert. Im Roman gibt es drei Themenschwerpunkte. Es geht um die Rekonstruktion des Hauptcharakters durch Reflexionen und Rückblenden und die Aufklärung seines plötzlichen Todes. Im Mittelpunkt steht die morbide Beziehung zwischen Vater und Sohn sowie Probleme in der Ehe. Die abstrakteste Erzählebene ist nicht die Geschichte über einen Sozialanthropologen und seine Umgebung, sondern über die Sozialanthropologie selbst. Der Autor Tim Parks regt seinen Leser dazu an, gegenüber dem Roman eine Forscherperspektive anzunehmen. Wie Albert James blickt der Rezipient hinter die Kulissen des sozialen Zusammenlebens und verstrickt sich dabei in die Beziehungsmuster der Protagonisten. Das Kommunikationsnetz ist auch jenes Thema, mit dem sich der verstorbene Anthropologe intensiv beschäftigt hat. Das Buch steht in einer langen Tradition von englischen Romanen, die in Indien spielen.